# André Bourgin
 (avril 2016).
Pour les articles homonymes, voir Bourgin.
André Bourgin, né le 28 mai 1904 à Rome et mort le 1er mars 1968 à Marseille, est un ingénieur, fonctionnaire et spéléologue français.

## Biographie
André Bourgin est né à Rome, alors que son père Georges Marie Nicolas Bourgin, archiviste paléographe, était à la villa Farnèse pendant un an pour des recherches sur l'Italie de Camillo Cavour et de Garibaldi.
André Bourgin a eu deux sœurs et un frère. L'une de ses sœurs, Marie Bourgin (1906-1955) fut reçue première à l'agrégation de mathématiques en 1922. Son frère fut préfet en Algérie et en France. Sa mère, Marie-Thérèse, née Tricheux (1881-1983) vécut jusqu'à 102 ans. Son parrain Georges Périnelle était prêtre.
André Bourgin mène des études brillantes au lycée Henri-IV à Paris et est admis quarante-troisième à l'École polytechnique en 1924. Il en sort dix-huitième en 1926 et choisit le corps des ponts et chaussées : il poursuit ainsi sa formation à l'École nationale des ponts et chaussées. Il accomplit ses obligations militaires en 1927 à Fontainebleau puis Coblence (Allemagne). Il est nommé lieutenant de réserve.
Une fois libéré de ses obligations militaires, il est nommé le 1er octobre 1929 au service des ponts et chaussées comme ingénieur ordinaire pour l'arrondissement de Gap. C'est là qu'il se découvre une passion pour la montagne et la nature et en particulier pour les sources et les grottes.
Du fait de son tempérament très réservé mais très sensible, ses amis l'avaient surnommé « Ursus ».
Attiré par les problèmes hydrauliques, il demande et obtient une affectation à Grenoble comme ingénieur ordinaire au service des forces hydrauliques du Sud-Est, en 1932. La quasi-totalité de sa carrière se déroule ensuite dans ce service qui devient plus tard la « sixième circonscription électrique ».
En parallèle, il donne des cours à l'École des ingénieurs hydrauliciens de Grenoble. Il publie également un ouvrage sur le calcul des barrages, édité en français chez Eyrolles et traduit en anglais chez Pitman.
En 1938, il épouse Lucienne Guillemot (1906-1995) dont la famille est originaire du Briançonnais. Ils ont ensuite six enfants dont deux meurent prématurément lors d'accidents.
En 1939 il est capitaine de réserve du génie.
En 1965, il est promu ingénieur en chef des ponts et chaussées et obtient de rester à Grenoble où il est chargé de l'inspection des services extérieurs de la direction du gaz et de l'électricité dans le Sud de la France.
Il était peu attaché à la propriété et aux biens matériels en général.
Il a été un bon photographe et un excellent dessinateur. Il a publié deux livres sur la spéléologie, où il fait admirer les esthétiques formes souterraines.
Il a pratiqué l'alpinisme et la pêche.
André Bourgin meurt à Marseille des suites d'un accident vasculaire cérébral survenu alors qu'il skiait à Serre Chevalier.

## Activités spéléologiques
André Bourgin pratique la spéléologie avec ses amis puis avec le Spéléo-club de Paris, puis avec la section grenobloise du Club alpin français (SGCAF). Mais il ne s'est jamais totalement intégré à un club.
L'origine de son goût pour la spéléologie est multiple : la lecture de Jules Verne, l'amour de l'eau, le goût du calme…
Sa carrière spéléologique s'étend de 1930 à 1955. Sa condition physique est assez moyenne ; mais comme il possède des talents d'organisateur, le Spéléo-club de Paris fait appel à lui pour les camps du Vercors et du Dévoluy. Le champ de ses activités se limite à ses deux massifs, mis à part de très brèves incursions dans le massif de la Chartreuse et dans les Alpes maritimes. Il n'a pas fait œuvre de pionnier mais a pris la suite de Decombaz, Mellier, Flusin, les frères Fonné, Martin et Martel… Il a revisité toutes les cavités décrites par ses devanciers, et souvent trouvé des prolongements et a précisé les circulations souterraines du Vercors.
Il n'a pas tenu pas de cahier de sorties mais ses rapports annuels décomptent 24 journées de spéléologie en 1935, 32 en 1936, 27 en 1937, 29 en 1938, etc. Ce nombre de sorties est important pour l'époque et témoigne de sa passion pour cette activité.
Au total, ce sont 157 grottes et résurgences qui sont mentionnées dans les rapports annuels d'André Bourgin.
André Bourgin a par ailleurs participé activement au film de Marcel Ichac, Sondeur d'abîmes, tourné en 1943. On y voit Bourgin descendre le grand scialet de la grotte Favot.

### Activités en Dévoluy
Dans le massif du Dévoluy, les principales explorations d'André Bourgin ont été :
- le chourun Clot (1934-1935) ;
- le chourun de la Parza (1935) ;
- la grotte de la Tunette (1934-1935) ;
- le chourun Dupont (1937) ;
- le puits des Bans, où il est revenu de nombreuses fois.

La plus belle « première » (exploration et découverte) a été celle du chourun Dupont dont il a rédigé une description détaillée dans son rapport de 1937.

### Activités en Vercors
Les explorations d'André Bourgin dans le massif du Vercors ont été nombreuses. La situation de Bourgin dans le « service des forces hydrauliques » et la compréhension de ses supérieurs lui ont permis d'effectuer des reconnaissances dans le cadre de ses travaux et d'obtenir l'aide d'autres administrations : eaux et forêts, armée, etc.
En particulier, la subvention de 2 500 francs qu'il reçoit chaque année pour ses recherches souterraines dans le cadre de son travail lui permet de réaliser ses rapports annuels qui constituent une source d'information encore précieuse aujourd'hui.
Plusieurs « classiques » du Vercors ont été explorées par Bourgin et l'équipe du Spéléo-club de Paris :
- à la résurgence de la Goule verte, 200 mètres de galeries sont explorées le 11 novembre 1935 ; la coloration du ruisseau qu'il effectue le 27 octobre 1936 ressort dans la Bourne ;
- la grotte de la Luire à la suite d'Oscar Decombaz ; il y emmène ses amis du Spéléo-club de Paris : le 22 mars 1936, Raymond Gaché parvient à la cote de −120 m ; le 1er avril 1936, Henri-Pierre Guérin atteint le bas du grands puits à −210 m ; les 21 mai, 27 et 28 juillet 1945, 500 mètres de galeries dénoyées sont explorées ;
- le gouffre de Malaterre ; il est connu depuis toujours et se présente comme un magnifique puits de 120 mètres de profondeur ; il est descendu au moyen d'un treuil soutenant une benne dans laquelle Raymond Gaché et André Bourgin prennent place le 29 août 1936 ;
- le gour Fumant ; il est facilement repérable par les volutes de brouillard qu'il exhale en hiver ; il est exploré le 23 août 1936 par Bourgin et deux collègues jusqu'au puits de 30 mètres (P30), à la cote −60 m ; c'est finalement le 11 octobre de la même année que la galerie du fond est explorée, et le lac terminal atteint par Gaché, Chevalier et Susse ;
- le gouffre de Comblézine, pointé sur la carte d'état-major et profond de 140 mètres, avec un puits de 86 mètres ; il est exploré le 25 juillet 1937 par Bourgin avec Jean Susse et Maud Guérin ;
- la scialet de la Combe de Fer ; le 19 juin 1937, le Spéléo-club de Paris descend à la cote −183 m, au fond du puits de 55 mètres (P55) avec une équipe de onze personnes qui comprend Bourgin ;
- le siphon d'entrée asséché de la grotte des Déramats permet à Jean Vignon de forcer un passage en septembre 1937 ; le 30 octobre de la même année, une équipe de douze participants, dont Bourgin, explore la grotte jusqu'au siphon terminal ;
- le scialet du Pichet est exploré du 15 au 18 octobre 1938 jusqu'à 168 mètres de profondeur, sous les hauts plateaux ;
- le gouffre du Diable est exploré jusqu'à la cote −132 m pendant le même mois d'octobre 1938 ;
- le Trou Qui Souffle de Méaudre, nouvellement ouvert par les travaux de construction d'une route forestière, est exploré de 1940 à 1942 ; le 31 août 1942, Bourgin y atteint le fond où il indique son nom avec celui de Gaché ;
- le scialet Chabrun de 115 mètres de profondeur est descendu en août 1941 ;

À partir de 1941, ce sont surtout les grottes des gorges de la Bourne qui sont visitées par Bourgin :
- le 22 octobre 1941, Bourgin reprend le siphon d'Arbois et en termine l'exploration, au-delà du lac qui avait arrêté Decombaz ;
- le porche et la grotte de Bournillon reçoivent plusieurs fois la visite de Bourgin en 1941 et 1942, en compagnie de Dusserre et de Pénelon ; quelques galeries supérieures sont découvertes ; des corrélations sont établies entre le niveau du siphon terminal et le débit des sources d'Arbois ;
- la grotte de Gournier est le théâtre de la plus belle découverte de Bourgin. Le 10 novembre 1947, Jean Deudon réussit l'escalade de la concrétion monumentale surnommée « la Méduse » ; cet exploit permet alors l'exploration de la grande et longue galerie fossile qui caractérise cette cavité ;
- le siphon qui barre l'amont de la grande salle de la grotte de Couffin est abaissé ; cela permet d'accéder aux belles cascades du torrent qui alimente le lac ;
- à la grotte Chevaline, Sage et Pénelon effectuent un travail semblable et ouvrent ainsi le chemin de la Cathédrale ; le 28 août et le 11 septembre 1948, avec Gaché et Bourgin, ils franchissent le « trou souffleur » et s'arrêtent au bas de « la diaclase ».

### Apports scientifiques
André Bourgin a largement contribué aux études et travaux qui ont permis de mieux comprendre les liaisons et le fonctionnement hydrologique des massifs où il est intervenu, et notamment du Vercors.
Les explorations directes ont permis la découverte de cours d'eau souterrains comme à Goule Verte, Déramats, Gour Fumant, Gournier.
Des colorations ont mis en évidence des communications hydrologiques, comme entre Déramats et l'Aduin, entre la Bourne et les Fontaigneux, entre le ruisseau du Méaudret et la Goule noire, le ruisseau de la Vernaison et les sources d'Arbois.
Il s'est notamment attaché à comprendre le fonctionnement détaillé de certains réseaux karstiques :
- le réseau Plateau de Vassieux - Luire - Arbois - Bournillon ;
- le système Puits des Bans - Puits de Crèvecœur - Gillardes.

Ces deux réseaux présentent des mises en charge de plusieurs centaines de mètres et posent des questions délicates, non encore résolues aujourd'hui.
Ainsi, la plupart des bassins versants du Vercors ont pu être précisés. L'état des connaissances acquises par Bourgin a été présenté par Christiane Lequatre en 1968 dans son travail d’études et de recherches de géographie.
André Bourgin s'est enfin intéressé à des problèmes spécifiques de l'hydrologie souterraine, tel que :
- le niveau de base ;
- l'érosion et la torrentialité des cours d'eau souterrains ;
- les glaciers et leur rôle dans le fonctionnement des résurgences ;
- le mode de diffusion des colorants dans un torrent ;
- les circulations d'air et leurs causes.

## Distinctions
- Officier de l'Instruction publique
- Chevalier de l'ordre du Mérite agricole
- Officier de la Légion d'honneur (1960)

André Bourgin est nommé chevalier de la Légion d'honneur en 1950 puis promu officier en 1960.
Il était également officier de l'Instruction publique et chevalier de l’ordre du Mérite agricole.

## Œuvres
André Bourgin a publié une cinquantaine de rapports et d'études scientifiques dans le domaine de la spéléologie et de l'hydrologie :
- Bourgin, A. (1934) : Recherches hydrogéologiques en Dévoluy - Rapport 1934. Partiellement inédit.
- Bourgin, A. (1935) : Inventaire des cavités en Dévoluy et Vercors, essai de répertoire systématique in Spelunca, fascicule 6, pages 7–9.
- Bourgin, A. (1939) : Recherches hydrogéologiques en Vercors - Rapport 1939. Le bassin de Vassieux. Le bassin de Prelles. Le barrage de Castillon. Le barrage du Méaudret. Partiellement inédit.
- André Bourgin, « La Bourne et ses affluents souterrains », revue de géographie alpine, vol. 29,‎ 1941, p. 39-89 (lire en ligne, consulté le 11 mai 2017).
- Bourgin, A. (1948, 1re édition) (1955, 2e édition augmentée) : Cours de calcul de barrages. Eyrolles, 308 pages.
- André Bourgin, « A propos du réseau souterrain du Vercors : Goule Noire », revue de géographie alpine, vol. 40-2,‎ 1952, p. 307-312 (lire en ligne, consulté le 16 septembre 2022).
- André Bourgin, « Circulations souterraines : Les cuves de Sassenage. », revue de géographie alpine, vol. 42-3,‎ 1954, p. 457-464 (lire en ligne, consulté le 16 septembre 2022).
- André Bourgin, Les rapports spéléo annuels d’André Bourgin : Années 1934 à 1951 (Collection Archives et documents), Grenoble, comité départemental de spéléologie de l'Isère, 1997, 334 p. (ISBN 2-902670-41-9)

André Bourgin et son goût pour la photographie se retrouvent dans les ouvrages suivants :
- " Dauphiné souterrain " orné de 57 photographies de l'auteur, B. Arthaud Grenoble - Paris, 1942
- Rivières de la Nuit, publié chez Arthaud.